# Каленик (ім'я)
Каленик (грец. Καλλίνικος) — чоловіче ім'я та прізвище. Варіанти імені — Калень, Калиник, жіноча форма Калина. Утворене із грецьких слів καλός («гарний») та nikao («перемагати») — красивий переможець, українізоване від грецького Калинник. Також його пов'язують із назвою хліба з калиновими ягодами — калеником.
Ім'я Каленик згадується в історії та літературі. Зокрема в реєстрі Війська Запорозького 1649 p. серед козаків Чигиринського полку ім'я Каленик згадується 8 разів. Одним з козацьких гетьманів XVII ст. був Каленик Андрієвич. Літературні герої на ім'я Каленик є у творах Карпенка-Карого, Коцюбинського та Багмута.
Ім'я Каленик також присутнє в дитячій лічилці «Сидір, Мидір та Каленик, та поставили куреник, у куренику сидять, по варенику їдять…»
У християнському світі знаними є декілька релігійних діячів та святих з ім'ям Каленик. Серед них:
- Каленик І, патріарх Константинополя, православний святий, чия пам'ять вшановується 23 серпня;
- Каленик II, патріарх Константинополя;
- Каленик III, патріарх Константинополя.

Серед знаних українців з таким ім'ям:
- Терещенко Каленик Мефодійович
- Геренчук Каленик Іванович
- Лисюк Каленик
- Шейковський Каленик

Прізвища похідні від імені: Каленик, Калениченко, Каленюк